# Jan P. Matuszyński

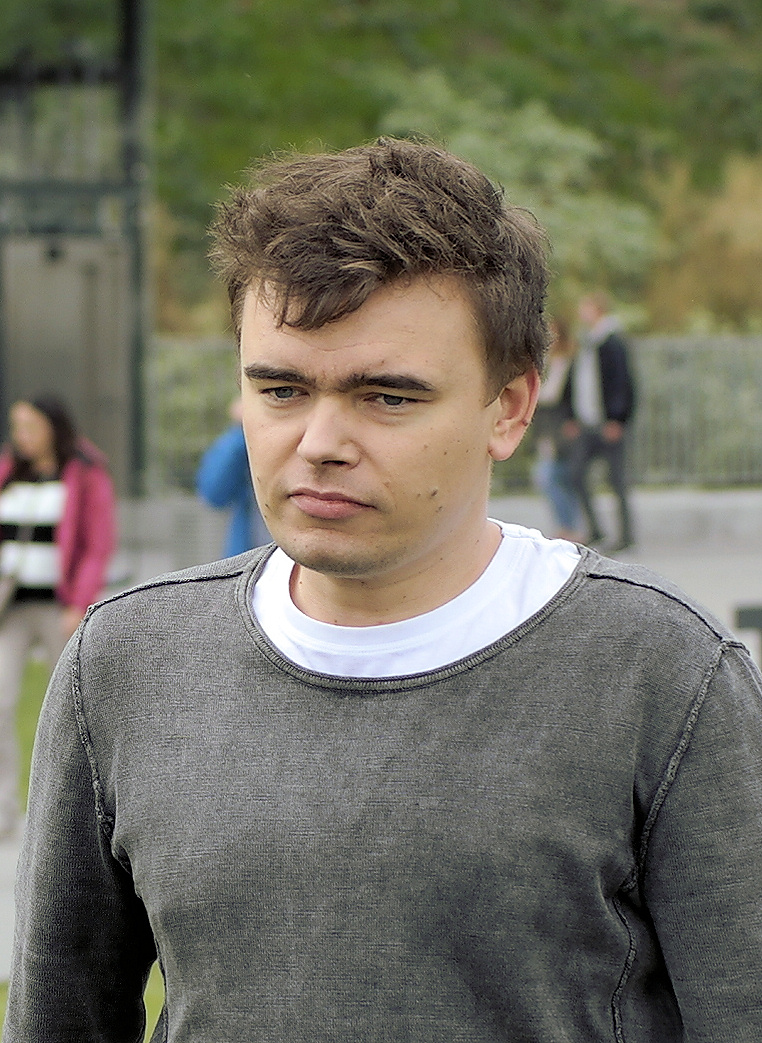
Jan P. Matuszyński (2016)

Jan Paweł Matuszyński (* 23. April 1984 in Kattowitz) ist ein polnischer Filmregisseur und Drehbuchautor.

## Leben
Jan Paweł Matuszyński wurde 1984 als Sohn von Anna Adamus-Matuszyńska und Jan Matuszyński in Kattowitz geboren. Im Jahr 2010 absolvierte er einen Dokumentarfilmkurs an der Andrzej Wajda Meisterschule für Filmregie.
Sein Spielfilmdebüt Die letzte Familie (Originaltitel Ostatnia rodzina) wurde 2017 beim Europäischen Filmpreis in eine Vorauswahl aufgenommen. Sein zweiter Spielfilm Ungesühnte Schläge (Originaltitel Żeby nie było śladów) feiert im September 2021 bei den Internationalen Festspielen von Venedig Premiere. Leave No Traces wurde von Polen als Beitrag für die Oscarverleihung 2022 in der Kategorie Bester Internationaler Film eingereicht.
Matuszyński ist Dozent an der Filmhochschule Krzysztof Kieślowski in Kattowitz. Im Jahr 2019 promovierte er im Bereich Kunst.

## Filmografie (Auswahl)
- 2013: Deep Love (Dokumentarfilm)
- 2016: Die letzte Familie (Ostatnia rodzina)
- 2017: Druga szansa (Fernsehserie, 10 Folgen)
- 2020: Król (Fernsehserie, 8 Folgen)
- 2021: Ungesühnte Schläge (Żeby nie było śladów)

## Auszeichnungen (Auswahl)
Internationale Filmfestspiele von Venedig
- 2021: Nominierung für den Goldenen Löwen (Ungesühnte Schläge)[2]

Paszport Polityki
- 2016: Auszeichnung in der Kategorie Film

Polnisches Filmfestival Gdynia
- 2021: Auszeichnung mit dem Silbernen Löwen (Ungesühnte Schläge)

Polnischer Filmpreis
- 2017: Nominierung für die Beste Regie (Die letzte Familie)
- 2021: Nominierung für den Goldenen Löwen (Ungesühnte Schläge)